# 아르궤예스역
아르궤예스역(스페인어: Argüelles)은 마드리드 지하철의 환승역이다. 3호선과 4호선, 6호선이 지난다. 마드리드 참베리 구와 몽클로아아라바카 구 사이에 있는 프린세사 거리와 마르케스 데 우르키호 거리 간의 교차로 지하에 자리잡고 있다. 역명은 스페인의 정치인인 아구스틴 아르궤예스에서 따왔다. 요금구역상으로는 A구역에 속한다.

## 역사
1941년 7월 15일 3호선 연장개통과 함께 시종착역으로 문을 열었다. 알베르토 아길레라 거리, 알타미라노 거리와 라 프린세사 거리가 만나는 교차로 지하에 자리잡고 있다. 2004년부터 2006년까지 3호선 전 구간의 리모델링 작업이 진행될 당시 같이 공사가 진행되어, 승강장 길이를 60m에서 90m로 확대하고 접근성을 높였다.
1944년 3월 23일에는 4호선 승강장이 문을 열었다. 가스탐비데 거리, 안드레스 메야도 거리와 알베르토 아길레라 거리 간의 교차로 지하에 자리잡고 있다. 또 3호선과 같은 층에 자리해 있으며 (이 때문에 4호선의 차후 연장은 불가능한 상태), 프린세사 거리 / 알베르토 아길레라 거리의 교차로 지하에 자리해 있는 대합실을 통해 서로 연결되어 있다. 4호선의 시종착역이며 상대식 승강장과 섬식 승강장이 각각 하나씩 있는 구조이다. 6호선과 4호선 승강장 사이에는 에스컬레이터가 설치되어 있다.
1995년 5월 10일에는 6호선 승강장이 영업에 들어갔다. 이쪽은 나머지 두 승강장보다 더 깊은 곳에 자리해 있으며 마르케스 데 우르키호 거리, 부엔 수세소 거리 사이에 위치해 있다. 나머지 노선 승강장과는 에스컬레이터로 연결되는데 일부는 대합실로, 나머지는 4호선 승강장으로 직접 연결된다.

## 환승 정보
역 주변에 시내버스 정류장이 여섯 곳 있다. 시외버스 노선은 없으나 3호선과 6호선의 다음 역인 몽클로아 역에서 이용하 수 있다.
버스
- 시내버스
  - 1, 2, 21, 44, 133, C1, C2, M2번 노선 (주간)
  - N21번 노선 (야간)

지하철
| 마드리드 지하철                   | 마드리드 지하철       | 마드리드 지하철                  |
| --------------------------------- | --------------------- | -------------------------------- |
| 벤투라 로드리게스 비야베르데 알토 | 마드리드 지하철 3호선 | 몽클로아                         |
| 시·종착역                         | 마드리드 지하철 4호선 | 산 베르나르도 피나르 데 차마르틴 |
| 몽클로아 순환선                   | 마드리드 지하철 6호선 | 프린시페 피오 순환선             |